# Rikke Karlsson
Rikke Karlsson (nascida em 29 de abril de 1965) é uma política dinamarquesa e membro do Parlamento Europeu (MEP) da Dinamarca. Ela é uma política independente, mas é membro dos Conservadores e Reformistas Europeus.
Ex-membro do Partido do Povo Dinamarquês,  ela é sobrinha do colega político do Partido do Povo Dinamarquês, Søren Espersen. Ela foi eleita para o Parlamento Europeu (PE) nas eleições de 2014 para o PE. Ela foi uma política local no município de Rebild e no conselho da região da Dinamarca do Norte de 2009 a 2014 e foi uma substituta do Folketing.
Karlsson tem pedagogia social e já trabalhou como assistente social, professora, dirigente de escola para crianças com problemas especiais e na área de saúde, incluindo psiquiatria.
Eleita membro do conselho municipal de Rebild em 2009, ela foi uma crítica das autorizações municipais no caso Rebild, em que um homem abusou sexualmente de nove crianças, também após a preocupação por esta acção ter sido levada ao município. O envolvimento de Karlsson no caso foi polémico no início. O caso levou à demissão de quatro dirigentes do município.
Candidata ao Parlamento Europeu pela terceira vez em 2014, foi nomeada em segundo lugar na lista do partido e foi eleita com 7.944 votos.
Karlsson mora em Støvring e tem três filhos. Ela é sobrinha do colega político do Partido do Povo Dinamarquês, Søren Espersen.